# Вьетнам на летних Олимпийских играх 1956
Вьетнам (Республика Вьетнам) принимал участие в Летних Олимпийских играх 1956 года в Мельбурне (Австралия) во второй раз за свою историю, но не завоевал ни одной медали. Единственным спортсменом, принимавшим участие в прошлых Играх 1952 года стал Ле Ван Фыок.
Все вьетнамские спортсмены участвовали в соревнованиях по велосипедному спорту, четверо — в шоссейных гонках, двое — на треке. Ле Ван Фыок принял участие в спринте и не смог пройти в третий круг. Нгуен Ван Ниэу занял последнее, 22-е место в гите с места на 1 км, преодолев дистанцию за 1 минуту 23,6 секунды. 7 декабря Нго Тхань Льем, Нгуен Ху Тхоа, Чан Зя Тху и Чунг Чунг Ле приняли участие в шоссейной гонке, но не смогли финишировать и не попали в зачёт ни групповой, ни командной гонок.